# ژیتوراجا
ژیتوراجا (به صربی: Žitorađa) یک شهرستان در صربستان است که در صربستان جنوبی و شرقی واقع شده‌است. ژیتوراجا ۲۲۱ متر بالاتر از سطح دریا واقع شده‌است.